# 梅若瓦
48°15′17″N 36°43′22″E / 48.25472°N 36.72278°E

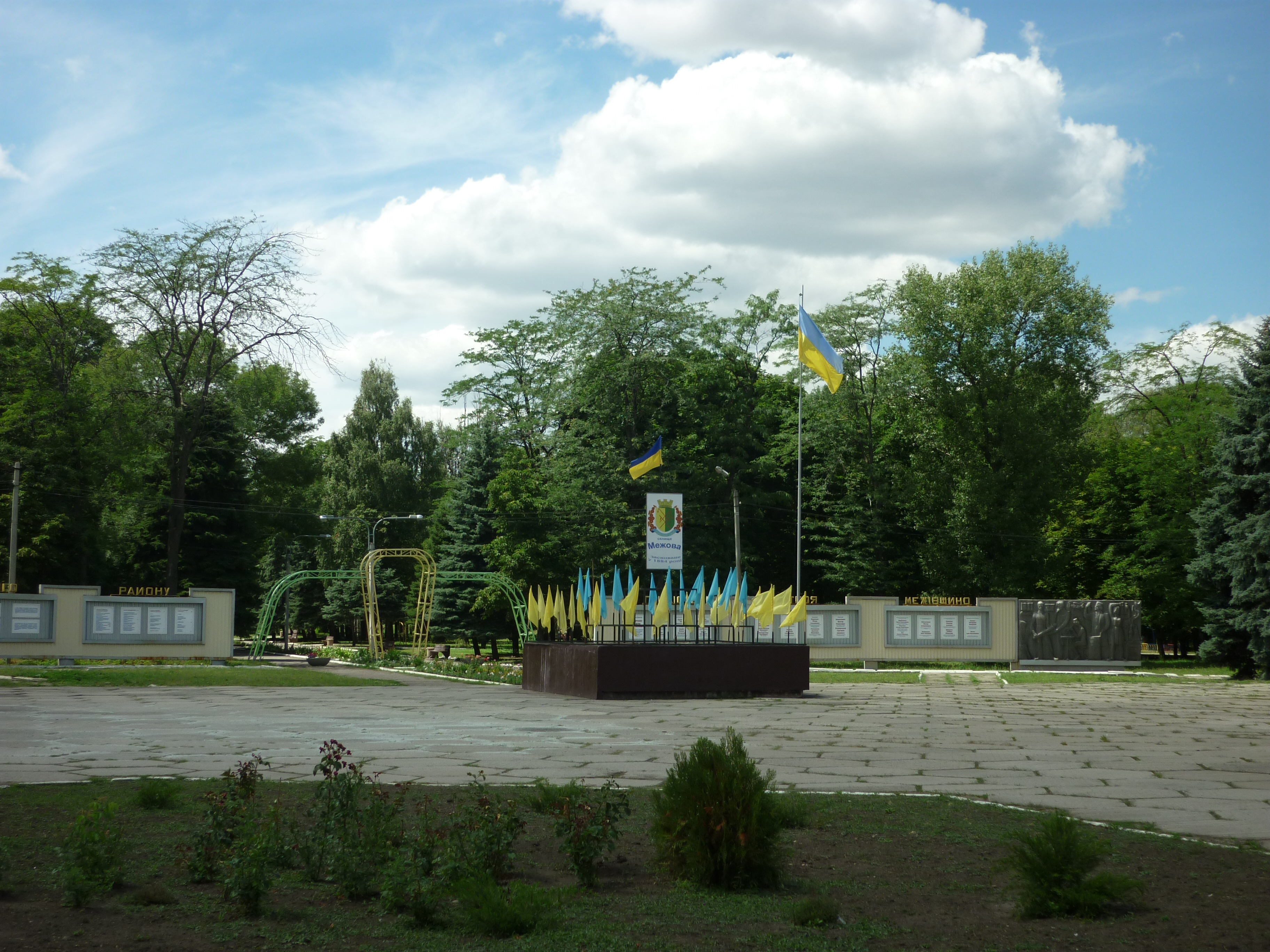
中央广场

梅若瓦（羅馬化：Mezhova；或按俄语名译为梅热瓦亚）是烏克蘭第聶伯羅彼得羅夫斯克州錫內利尼科韋區梅若瓦市鎮的鎮，也是該市鎮的行政中心，亦曾為梅若瓦區被撤消前的行政中心。該鎮始建於1884年，面積8.73平方公里，海拔高度176米，2013年人口7,511，人口密度每平方公里860人。

## 備註
1. ↑  俄语：，羅馬化：Mezhevaya